# Mass (pel·lícula de 2021)
Mass és una pel·lícula dramàtica estatunidenca del 2021 escrita i dirigida per Fran Kranz en el seu debut com a director. És protagonitzada per Reed Birney, Ann Dowd, Jason Isaacs i Martha Plimpton com a pares afligits que es reuneixen per a parlar sobre una tragèdia que involucra als seus fills. La pel·lícula es va estrenar al Festival de Cinema de Sundance 2021 el 30 de gener de 2021 i va ser estrenada el 8 d'octubre de 2021 per Bleecker Street. Als Premis BAFTA, Dowd va rebre una nominació a la Millor actriu de repartiment. Va rebre el premi de la joventut al Festival Internacional de Cinema de Sant Sebastià 2021 a la secció Perlak. S'ha doblat al català.

## Sinopsi
Jay i Gail Perry són pares que estan de duel després de la mort del seu fill Evan, víctima d'un tiroteig a l'escola secundària. Richard i Linda són els pares del perpetrador adolescent Hayden, qui es va suïcidar després dels seus trets. Sis anys després de la tragèdia, totes dues parelles acorden trobar-se i conversar en un saló privat d'una Església Episcopal. Les parelles ja s'havien conegut abans quan Jay i Gail van fer comentaris feridors a Richard i Linda durant els procediments legals públics que van resultar de l'incident. Des de llavors, Jay havia advocat públicament pel control d'armes i contra la possessió d'armes, la qual cosa va provocar un breu debat entre ell i Richard.

## Repartiment
- Reed Birney com Richard
- Ann Dowd com Linda
- Jason Isaacs com Jay Perry
- Martha Plimpton com Gail Perry
- Breeda Wool com Judy
- Kagen Albright com Anthony
- Michelle N. Carter com Kendra

## Producció
Al novembre de 2019, es va anunciar que Fran Kranz escriuria i dirigiria Mass en el seu debut com a director de llargmetratges, amb Reed Birney, Ann Dowd, Jason Isaacs i Martha Plimpton com a protagonistes. Breeda Wool es va unir a l'elenc al desembre de 2019. La pel·lícula es va filmar durant un període d'aproximadament dues setmanes a la fi de 2019, i la filmació es va dur a terme a l'Església Episcopal Emmanuel a Hailey, Idaho.

## Estrena
Mass es va estrenar al Festival de Cinema de Sundance 2021 el 30 de gener de 2021 en la secció Premieres. El maig de 2021, Bleecker Street va adquirir els drets de distribució de la pel·lícula. Al final de la seva carrera, la pel·lícula s’haurà projectat a festivals de cinema a Busan, Charlottesville, Londres, Sant Sebastià, Sudbury, Woodstock i Zuric. Su lanzamiento fue en octubre de 2021. A Espanya es va estrenar l’abril de 2022.

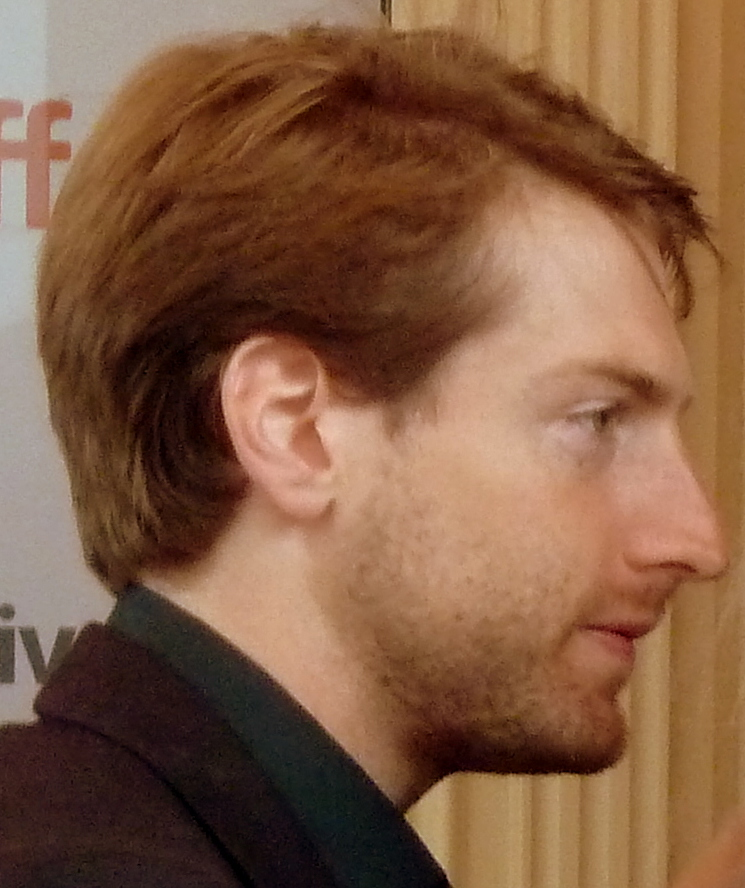
Mass va rebre elogis universals de la crítica, que va elogiar el guió i la direcció de Fran Kranz.

## Taquilla
En el seu primer cap de setmana, Mass va guanyar $13,485 en quatre sales.

## La crítica
En el lloc web del agregador de revisió Rotten Tomatoes, el 95% de les 190 crítiques són positives, amb una qualificació mitjana de 8.30/10. El consens dels crítics del lloc diu: "Mass demana molt a la seva audiència, però recompensa aquest treball emocional amb una mirada crua al dolor que estableix a Fran Kranz com un cineasta molt prometedor". Metacritic, que utilitza una mitjana ponderada, va assignar al film un puntaje de 81 de 100, basat en 33 crítics, indicant "aclamació universal".
La direcció i les tècniques narratives de Kranz van rebre elogis. The Chicago Reader va comparar la pel·lícula amb les obres del dramaturg Tennessee Williams, qualificant-la de "fascinant i inoblidable". Richard Whittaker de The Austin Chronicle va tenir una resposta similar i va dir en la seva ressenya que la història estava "perfectament contada". Escrivint per Little White Lies, Hannah Strong va resumir la pel·lícula com un "estudi del dolor i la ira humans amb minuciós detall, recolzat per un guió que és inquietantment realista sense submergir-se en un territori embafador o explotador". Owen Gleiberman, de Variety, va dir que la pel·lícula "anuncia a Fran Kranz com un nou cineasta audaç que s'ha guanyat el dret d'excavar un tema tan sensible com aquest".
Les actuacions en la pel·lícula també van rebre elogis. Si bé Entertainment Weekly va dir que era "una oportunitat excepcional per a veure a quatre grans actors", Salon.com va dir que la pel·lícula "li dona a cada membre de l'elenc un gran discurs per emocionar-se i expressar el que senten els seus personatges". La conversa és certament convincent a mesura que es desenvolupa". A la seva ressenya per The Hollywood Reporter, David Rooney va dir que la pel·lícula era "un rellotge esquinçador, però catàrtic, amb cadascun dels quatre magnífics actors principals oferint escenes d'alliberament esquinçador". A més, la periodista de Vox, Alissa Wilkinson, va dir que Mass "deixa molt espai per a respirar perquè els personatges tinguin moments autèntics d'emoció i posa un marc gentil i ple de gràcia al voltant d'una tragèdia gairebé indescriptible. És un aparador per als seus artistes, però també és una experiència valuosa per a la seva audiència".